# МКС-50

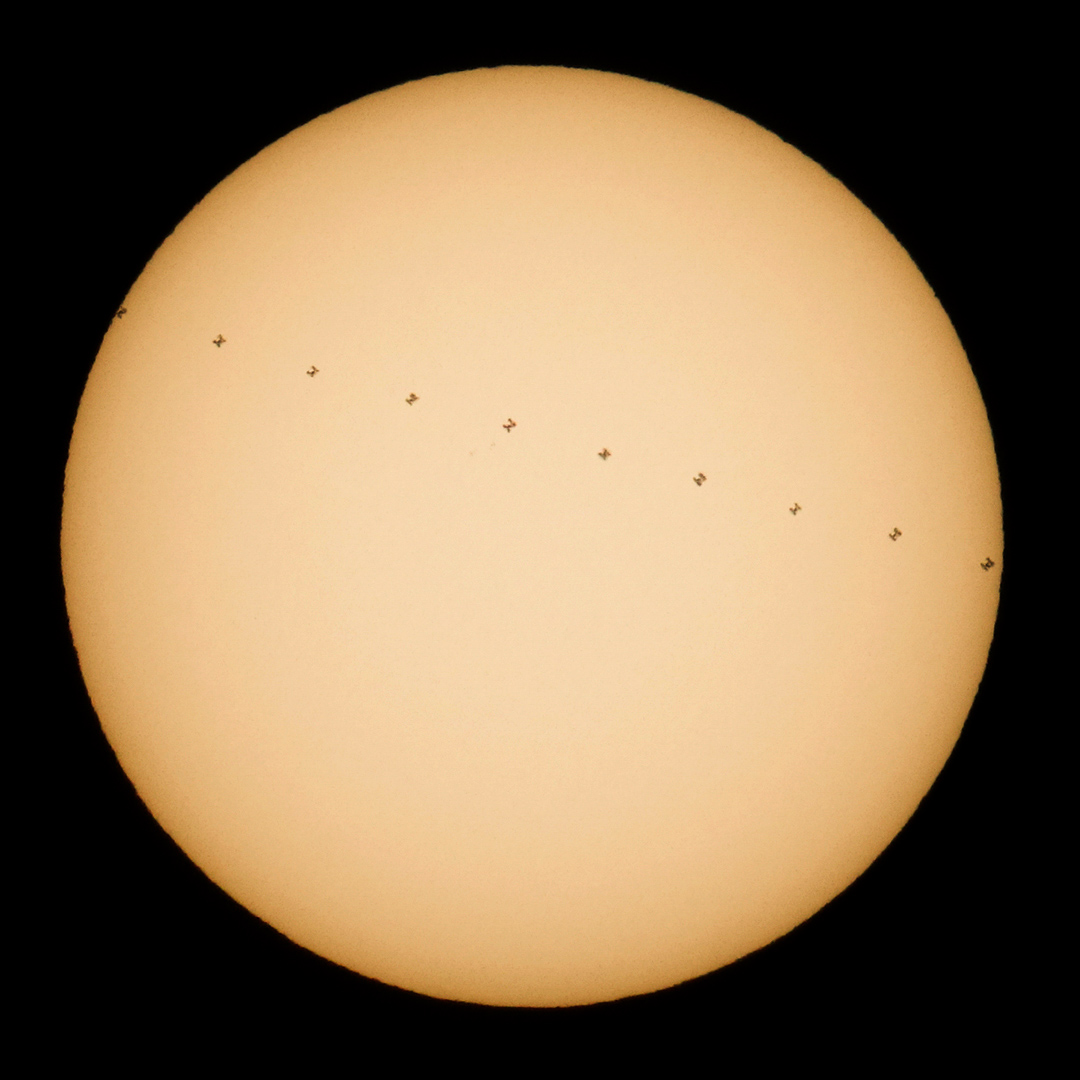
Фото МКС, що пролітає на тлі Сонця, зроблене в Каліфорнії 17 грудня 2016

МКС-50 — п'ятдесятий довготривалий екіпаж Міжнародної космічної станції. Його робота розпочалась 30 жовтня 2016 року з моменту відстиковки від станції корабля Союз МС-01, на якому повернулися троє членів експедиції-48/49. Спочатку було заплановано, що експедиція-50 завершиться 25 лютого 2017 року, проте згодом термін її роботи було продовжено до 10 квітня — до моменту відстиковки корабля Союз МС-02 від МКС. Тривалість експедиції склала 171 день. Члени екіпажу «Союз МС-03» продовжать роботу на борту МКС у складі експедиції-51.

## Екіпаж
Протягом 30 жовтня — 19 листопада 2016 у складі експедиції троє космонавтів, з 19 листопада 2016 до 10 квітня 2017 — шестеро.
Сергій Рижиков, Роберт Кімбро, Андрій Борисенко прибули до МКС на кораблі «Союз МС-02» 21 жовтня 2016 року та спочатку брали участь в роботі експедиції-49. Інші троє учасників експедиції-50 прибули до МКС кораблем «Союз МС-03» 19 листопада 2016 року.
| Посада                              | Прізвище, ім'я (кількість космічних польотів), організація, країна | Старт                   | Прибуття до МКС         | Відліт із МКС           | Приземлення             |
| ----------------------------------- | ------------------------------------------------------------------ | ----------------------- | ----------------------- | ----------------------- | ----------------------- |
| Бортінженер МКС-49, командир МКС-50 | Роберт Кімбро (2), НАСА, (США)                                     | 19.10.2016 «Союз МС-02» | 21.10.2016 «Союз МС-02» | 10.04.2017 «Союз МС-02» | 10.04.2017 «Союз МС-02» |
| Бортінженер МКС-49/50               | Андрій Борисенко (1), ФКА, (Росія)                                 | 19.10.2016 «Союз МС-02» | 21.10.2016 «Союз МС-02» | 10.04.2017 «Союз МС-02» | 10.04.2017 «Союз МС-02» |
| Бортінженер МКС-49/50               | Сергій Рижиков (2), ФКА, (Росія)                                   | 19.10.2016 «Союз МС-02» | 21.10.2016 «Союз МС-02» | 10.04.2017 «Союз МС-02» | 10.04.2017 «Союз МС-02» |
| Бортінженер МКС-50, командир МКС-51 | Пеґґі Вітсон (3), НАСА, (США)                                      | 17.11.2016 «Союз МС-03» | 19.11.2016 «Союз МС-03» | 2.09.2017 «Союз МС-04»  | 2.09.2017 «Союз МС-04»  |
| Бортінженер МКС-50/51               | Олег Новицький (2), ФКА, (Росія)                                   | 17.11.2016 «Союз МС-03» | 19.11.2016 «Союз МС-03» | 02.16.2017 «Союз МС-03» | 02.16.2017 «Союз МС-03» |
| Бортінженер МКС-50/51               | Тома Песке (2), ЄКА, (Франція)                                     | 17.11.2016 «Союз МС-03» | 19.11.2016 «Союз МС-03» | 02.16.2017 «Союз МС-03» | 02.16.2017 «Союз МС-03» |

## Етапи місії

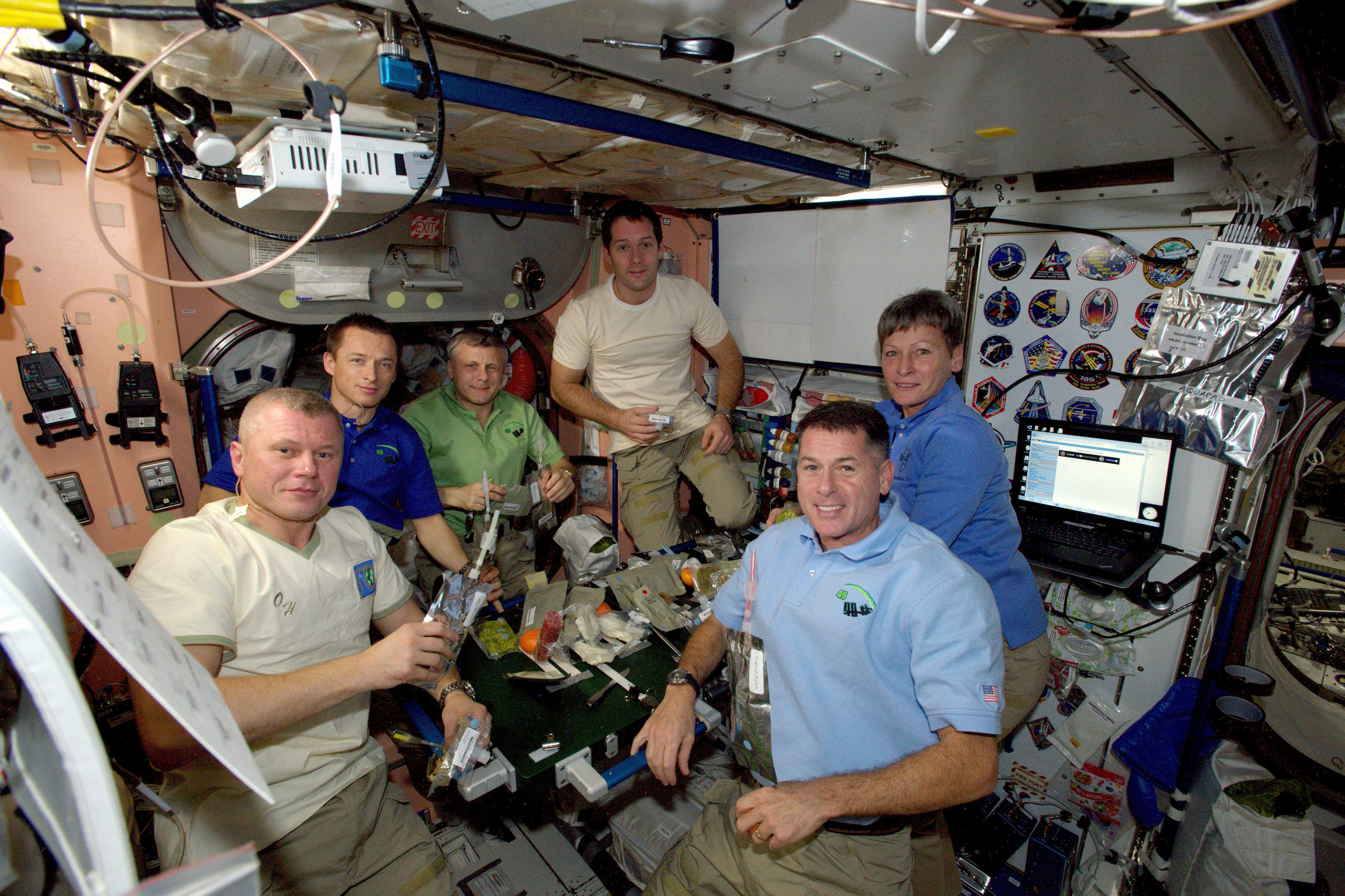
Члени екіпажу святкують на борту День подяки (24.11.2016)

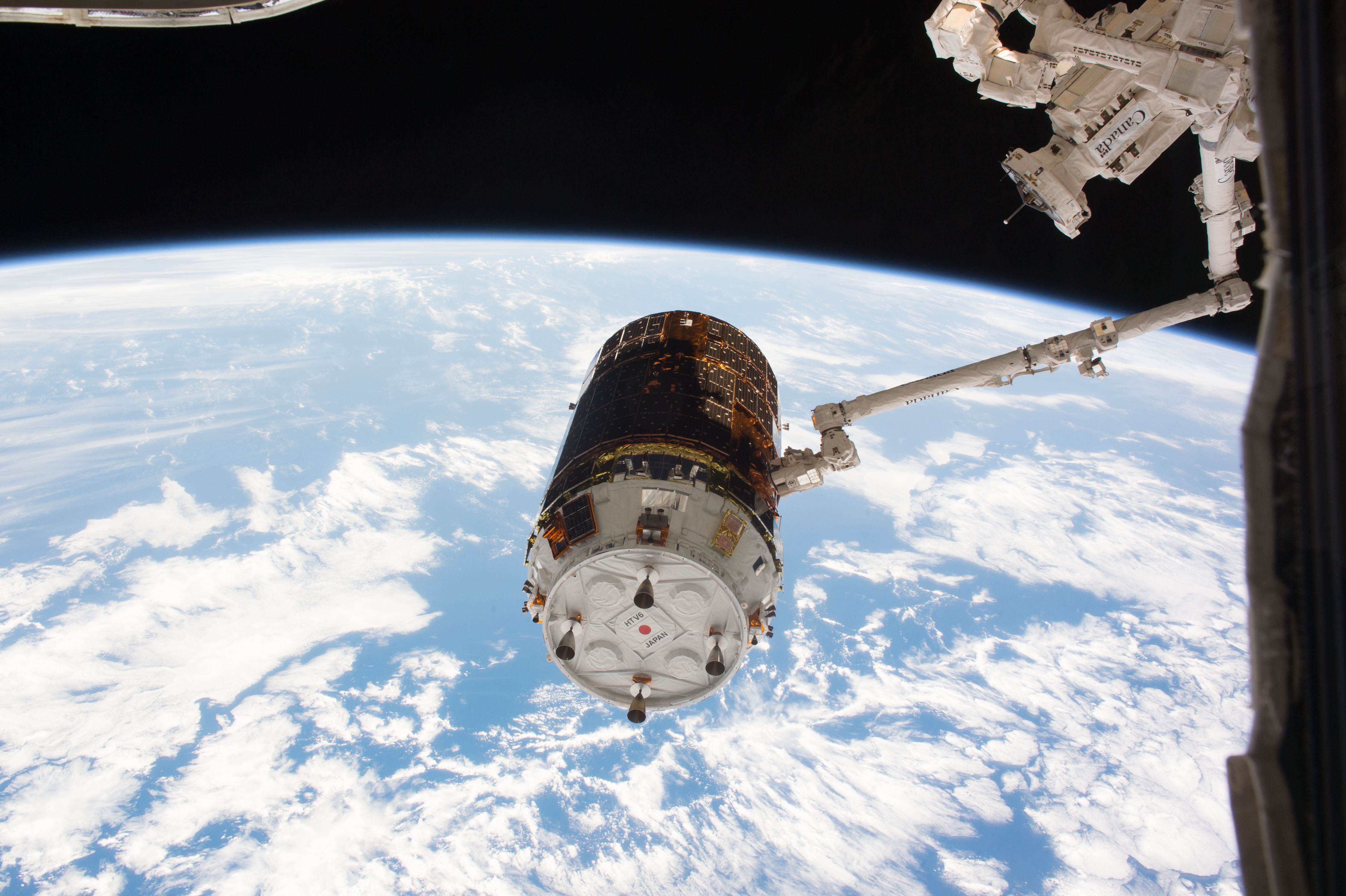
Корабель HTV-6, що захоплено краном-манупулятором (13.12.2016)

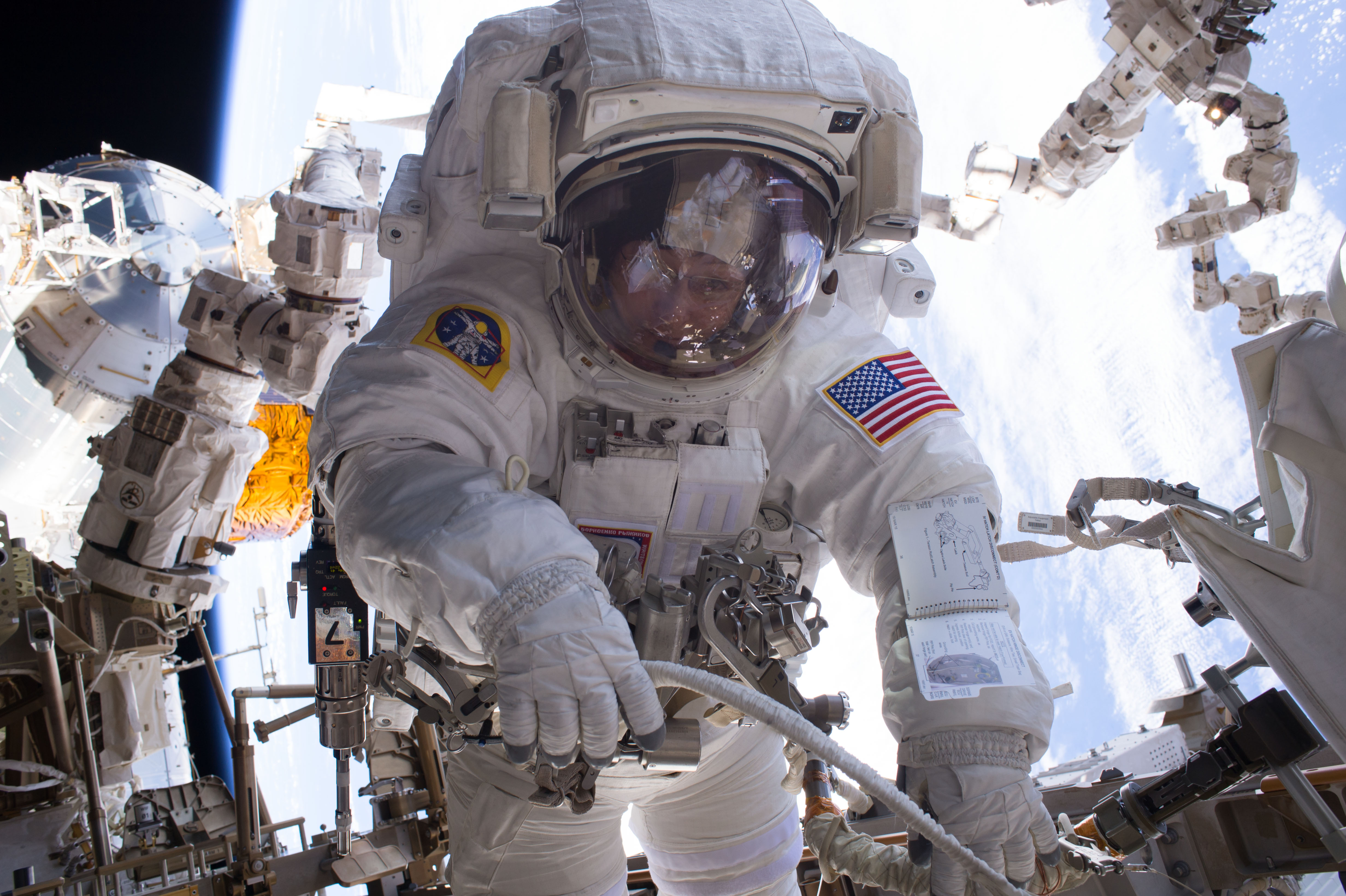
Пеггі Вітсон під час виходу у відкритий космос (06.01.2017)

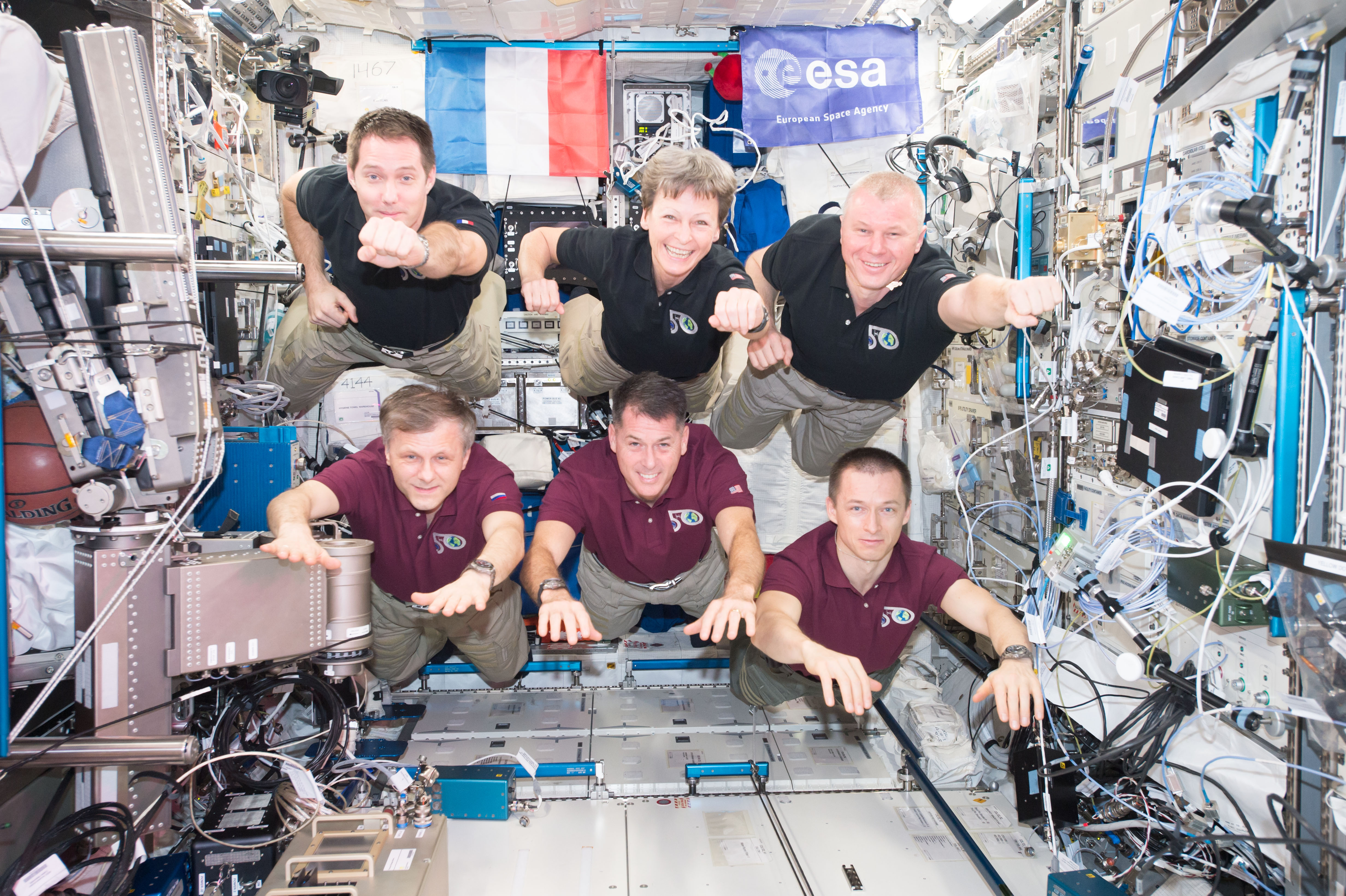
Екіпаж у модулі «Колумбус» (21.01.2017)

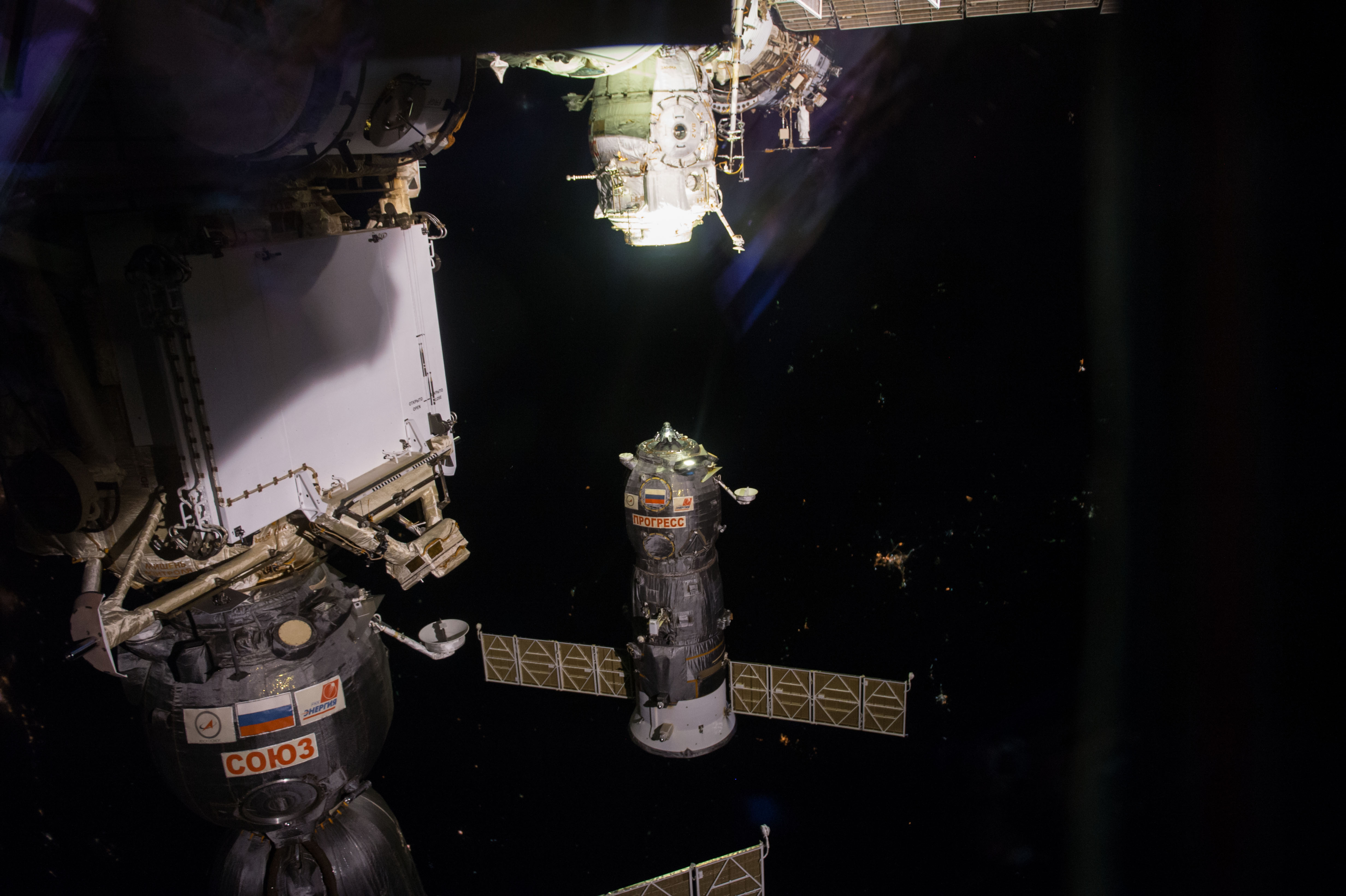
Прогрес МС-03 відразу після від'єднання від МКС (31.01.2017)

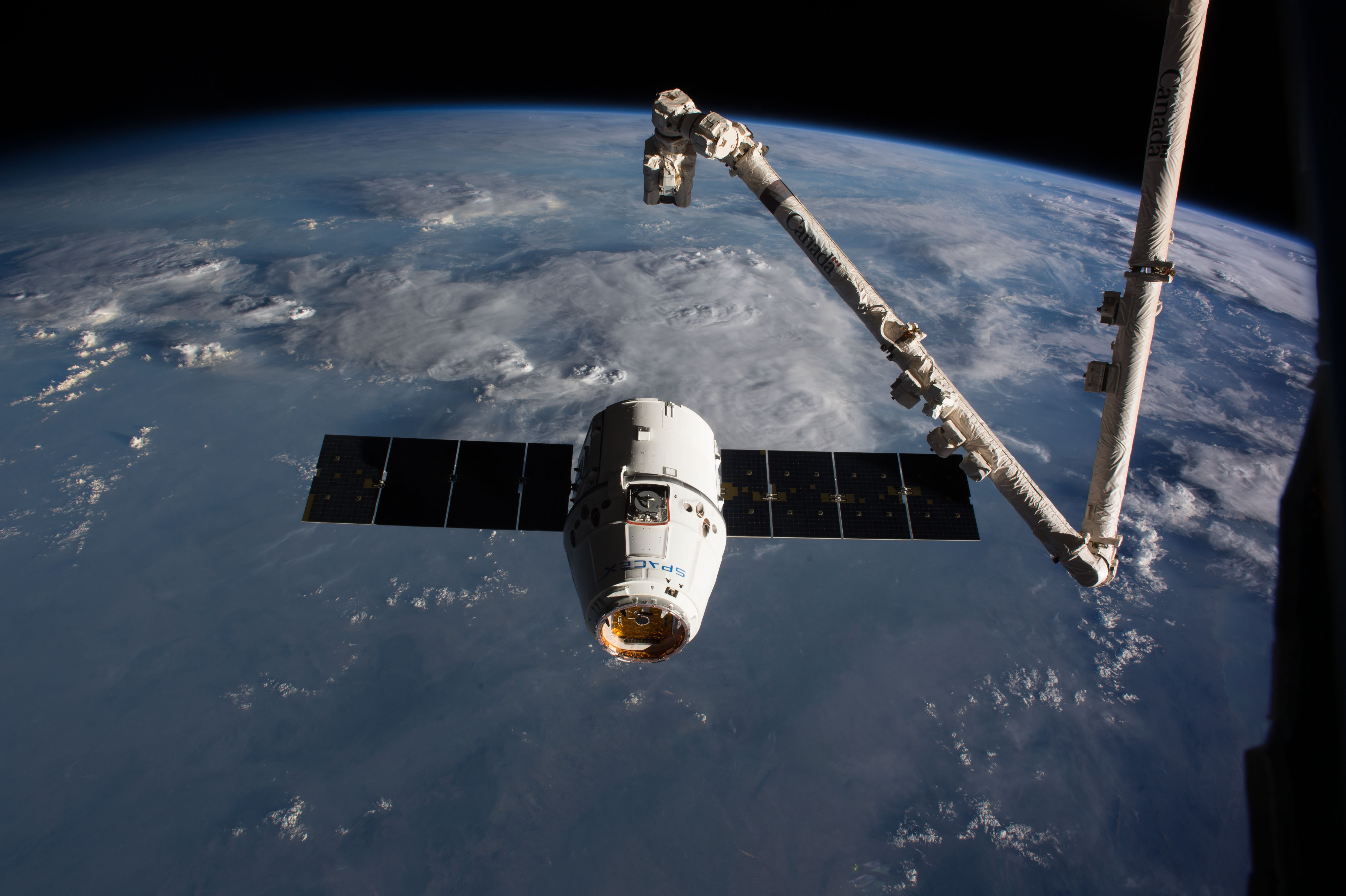
Захоплення корабля Dragon краном-маніпулятором Канадарм2 (23.02.2017)

30 жовтня 00:35 (UTC) корабель «Союз МС-01» з трьома космонавтами на борту (Анатолій Іванишин, Кетлін Рубенс і Такуя Онісі) відстикувався від МКС, з цього моменту розпочалася робота 50-ї експедиції.
2 листопада було здійснено планову корекцію орбіти МКС. Для цього двигуни службового модуля «Звезда» було увімкнено на 96 сек, за рахунок чого висота польоту станції збільшилася на 2,45 км і склала 406,1 км. Корекція була потрібна для майбутнього стикування з кораблем Союз МС-03..
19 листопада о 21:58 (UTC) до модуля «Рассвєт» МКС пристикувався космічний корабель Союз МС-03 із трьома космонавтами на боту — О. Новицьким, Т. Песке та П. Вітсон. Запуск Союз МС-03 відбувся з космодрому Байконур 17 листопада 2016 року о 20:20 (UTC). На борту МКС стало 6 членів екіпажу.
21 листопада о 13:22 (UTC) вантажний корабель Cygnus CRS OA-5, що пробув на МКС з 23 жовтня, відстикувався від станції.
1 грудня під час запуску з космодрому «Байконур» зазнав аварії російський вантажний космічний корабель «Прогрес-МС-4». За два дні він повинен був доставити до МКС 2442 кг вантажу та обладнання.
13 грудня 2016 до МКС пристикувався японський вантажний корабель H-II Transfer Vehicle місії HTV-6. Він стартував з Землі 9 грудня. Спочатку його було захоплено краном-маніпулятором Канадарм2, після чого о 13:57 (UTC) приєднано до модуля Гармоні. Корабель доставив до МКС 5,9 тони вантажів, у тому числі продукти, питну воду та предмети першої необхідності, а також сім малих супутників і батареї японської компанії GS Yuasa International, які будуть забезпечувати енергопостачання МКС..
6 січня 2017 космонавти Р. Кімбро і П. Вітсон здійснили вихід у відкритий космос, що тривав 6 год 32 хв. Вони зняли старі нікель-водневі акумуляторні батареї і підключили три нових літієво-іонних акумулятори, доставлених у грудні 2016 кораблем HTV-6. До цього нові батареї були переміщені краном-маніпулятором з HTV-6 на зовнішню поверхню МКС..
13 січня Р. Кімбро і Т. Песке здійснили черговий вихід у відкритий космос, що тривав 5 год 58 хв. та став 197-им на МКС. Було продовжено роботи щодо встановлення нових акумуляторних батарей.
27 січня вантажний корабель HTV-6 відстикувався від МКС. Попередньо він був завантажений сміттям зі станції. Після проведення експериментів, корабель повинен згоріти в атмосфері Землі 5 лютого..
31 січня вантажний корабель Прогрес МС-3, що перебував на МКС з 19 липня 2016 року, відповідно до плану польоту, відстикувався від МКС о 15:25 (UTC). За 4 години корабель згорів у щільних шарах атмосфери..
23 лютого стикування зі станцією вантажного корабля SpaceX CRS-10, який стартував 19 лютого. Спочатку під керівництвом Т. Песке та Р. Кімбро корабель було захоплено о 10:44 (UTC) краном-маніпулятором Канадарм2, а о 13:12 (UTC) його було приєднано до модуля Гармоні МКС. Dragon доставив до станції 2,5 тонни вантажу. Це продукти продукти харчування і речі для екіпажу, матеріали для наукових досліджень, обладнання і деталі станції.
24 лютого стикування зі станцією вантажного корабля Прогрес МС-05, який було запущено 22 лютого. Стикування відбулося о 8:30 (UTC) в автоматичному режимі. Корабель доставив на МКС понад 2 тонни різноманітних вантажів, серед яких паливо, повітря, продукти харчування, обладнання для підтримання станції в робочому режимі і посилки для членів екіпажу..
18 березня о 21:20 UTC відстиковка від станції вантажного корабля Dragon SpaceX CRS-10. 19 березня об 09:11 UTC Dragon було відпущено маніпулятором «Канадарм2». Назад на Землю Dragon повернув 1652 кг корисного навантаження, також до негерметичного контейнеру було завантажено непотрібне зовнішнє обладнання станції загальною вагою 811 кг для утилізації його при вході у щільні шари атмосфери.
22 березня Тома Песке здійснив забір зразків повітря і внутрішньої поверхні Надувного житлового модуля BEAM для дослідження наявних мікробів.
24 березня П. Кімбро і Т. Песке здійснили вихід у відкритий космос, що тривав 6 од. 34 хв. Було виконано 4 задачі щодо оновлення обладнання станції.
30 березня П. Вітсон і Р. Кімбро здійснили черговий вихід у відкритий космос, що тривав 6 год. 48 хв. При цьому П. Вітсон встановила рекорд загальної тривалості роботи у відкритому космосі серед жінок. Під час робіт космонавти упішно встановили новий адаптер для пристиковки комерційних космічних кораблів.. Під час роботи стався інцидент — П. Вітсон випустила з рук частину захисного екрану, що захищає станцію від мікрометеоритів та він улетів у відкритий космос. Незахищену поверхню станції було закрито запасним матеріалом.
3 квітня планове коригування орбіти МКС. Для цього на 35,6 секунд було включено двигуни модуля Звєзда. Метою коригування було формування балістичних умов для майбутньої посадки корабля «Союз МС-02»..
10 квітня корабель «Союз МС-02» із трьома космонавтами на борту (С. Рижиков, М. Борисенко та Р. Кімбро) о 07:57 (UTC) відстикувався від МКС та за 4,5 години успішно приземлився в степу Казахстану.